# معرض شانغهاي العالمي

شعار معرض شانغهاي العالمي

معرض شانغهاي العالمي أو معرض إكسبو شانغهاى هو معرض عالمي يقام في شانغهاي، الصين ويشكل المعرض حدثا اقتصاديا وعلميا وتقنيا وتبادلات ثقافية كبرى، يتشكل منصة لعرض تجارب تاريخية، وتبادل أفكار ابداعية، وعرض روح العمل الجماعي والتطلع إلى المستقبل. عرض المشاركون في معرض شانغهاى لعام 2010 خلال أيام المعرض التي أستمرت 184 يوماً الحضارة في المدن إلى أقصى حد، وتبادلوا خبراتهم في مجال التنمية الحضرية، ونشروا مفاهيم متقدمة عن المدن واستكشاف مناهج جديدة للمستوطنات البشرية، ونمط الحياة وظروف العمل في القرن الجديد. وتعلموا كيفية خلق مجتمع صديق للبيئة، والحفاظ على التنمية المستدامة للإنسان. جذب المعرض عام 2010 نحو 200 دولة ومنظمة دولية للمشاركة في فيه، فضلا عن 70 مليون زائر من الصين وخارجها. يتشكل شعار المعرض من صورة ثلاثة أشخاص«أنت، أنا، وهو/هي» متماسكي الأيدي، ويرمز إلى العائلة الكبيرة للبشرية. وأستوحي من شكل المقطع الصينى "?" (أي العالم).

## انظر ايضًا
- إكسبو 2015
- إكسبو 2017
- إكسبو 2020